# آلکساندر سوارز
آلکساندر سوارز مهاجم اهل برزیل است که در شهر ریودو ژانیرو و در تاریخ ۵ فوریهٔ ۱۹۷۳ به دنیا آمده‌است.
آلکساندر سوارز در تیم‌های فوتبال Montes Claros سابقهٔ حضور دارد.